# KWND
KWND (88.3 FM) es una estación de radio que transmite música cristiana contemporánea en Springfield, Missouri, Estados Unidos. Es propiedad de Radio Training Network, una organización sin fines de lucro, que opera estaciones en Missouri, Carolina del Norte, Carolina del Sur, Georgia, Alabama y Florida.

## Historia
KWND empezó a transmitir el 12 de julio de 1993 desde su sede en 2550 S. Campbell Avenue en Springfield, Missouri. Originalmente era propiedad de Parkcrest Assembly of God, luego fue comprada en 1995 por Radio Training Network.
KWND empezó a transmitir el 28 de enero de 2020, con una frecuencia 88.3-1 FM. LF Radio se agregó a 88.3-2 FM el 3 de febrero de 2020.

## Repetidoras
La programación de KWND también se transmite en las siguientes estaciones repetidoras o amplificadoras:
- KCKJ, 89.5-FM en Sarcoxie, MO, desde 2018
- K265DR, 100.9-FM en Bolívar, MO, desde 2004
- K271CC, 102.1-FM en Mountain Grove, MO, desde 2016

## Industria
KWND es una estación de informes monitoreada por la Christian AC de la revista Billboard.